# لورنا ميتلاند
لورنا ميتلاند (بالإنجليزية: Lorna Maitland)‏ هي عارضة وراقصة وممثلة أمريكية، ولدت في 19 نوفمبر 1943 في الولايات المتحدة.

## وصلات خارجية
- لورنا ميتلاند على موقع IMDb (الإنجليزية)
- لورنا ميتلاند على موقع قاعدة بيانات الأفلام السويدية (السويدية)
- لورنا ميتلاند على موقع قاعدة بيانات الفيلم (الإنجليزية)